# The Revenant (2015)
The Revenant is een Amerikaanse biografische western uit 2015, onder regie van Alejandro González Iñárritu. De film is gebaseerd op het gelijknamige boek uit 2002 van Michael Punke dat weer gebaseerd is op het verhaal van de pelsjager Hugh Glass.

## Verhaal
Eind 1823 gidst de 37-jarige Hugh Glass de pelsjagers van kapitein Andrew Henry van de Rocky Mountain Fur Company door het grondgebied van het hedendaagse North Dakota en South Dakota, aan de bovenloop van de Missouri. Terwijl hij en zijn zoon Hawk, die half-Pawnee is, op jacht zijn, wordt het kamp van het bedrijf aangevallen door de Arikara, die probeert om Powaqa, de ontvoerde dochter van de Chief, terug te krijgen. Veel van de pelsjagers worden tijdens het gevecht gedood, terwijl de rest ontsnapt op een boot. Geleid door Glass reizen de overlevenden te voet naar Fort Kiowa, omdat hij gelooft dat ze door stroomafwaarts te reizen kwetsbaar zullen worden. Na het aanmeren verstopt de bemanning de pelzen dicht bij de oever.
Tijdens het spoorzoeken op jacht naar wild, wordt Glass aangevallen door een grizzlybeer. Na een minutenlange worsteling weet Glass de beer te doden, maar hij is zwaargewond. Zijn collega's vinden zijn bewusteloze lichaam. Pelsjager John Fitzgerald, die bang is voor een nieuwe aanval van de Arikara, stelt dat de groep Glass genadig moet zijn en hem doden. Volgens hem moet de groep in beweging blijven. Kapitein Henry is het daarmee eens, maar het lukt hem niet de trekker over te halen. Hij biedt geld aan één persoon die bij Glass moet blijven en hem na zijn dood te begraven. Als blijkt dat de enige vrijwilligers Hawk en de jonge Jim Bridger zijn, stemt Fitzgerald er mee in achter te blijven voor het geld, om zo zijn verliezen van de verlaten pelzen goed te maken.
Nadat de anderen vertrekken probeert Fitzgerald Glass te verstikken, maar hij wordt ontdekt door Hawk. Fitzgerald, die bezorgd is dat de luide reactie van Hawk Bridger zou kunnen waarschuwen, die weg is om water te halen, steekt Hawk dood terwijl Glass hulpeloos toekijkt. De volgende ochtend overtuigt Fitzgerald Bridger, die niet op de hoogte is van de moord op Hawk, ervan dat de Arikara in aantocht zijn en dat ze Glass moeten achterlaten. Bridger protesteert aanvankelijk, maar hij volgt Fitzgerald uiteindelijk nadat deze Glass half levend begraven in een geïmproviseerd graf verlaat. Hij laat ook zijn veldfles achter bij Glass, waarin hij een spiraalsymbool heeft gegraveerd. Nadat ze zijn vertrokken, geeft Fitzgerald toe dat hij heeft gelogen over de naderende Arikara. Wanneer Fitzgerald en Bridger later kapitein Henry ontmoeten in Fort Kiowa, vertelt Fitzgerald hem dat Glass stierf en Hawk verdwenen is. Bridger is medeplichtig aan de leugen over de dood van Glass, ook al weet hij niets over de verdwijning van Hawk.
Glass begint zijn moeizame reis door de wildernis. Hij voert grove zelfoperaties uit, schroeit zijn wonden dicht en ontwijkt de achtervolgende Arikara door in stroomversnellingen te springen. Later ontmoet hij de Pawnee-vluchteling Hikuc, die zegt dat "wraak in de handen van de Schepper ligt". De mannen delen bizonvlees en reizen samen verder. Terwijl een storm nadert, bouwt Hikuc een geïmproviseerde zweethut waar een koortsige Glass in kan schuilen. Na een hallucinerende ervaring, ontdekt Glass dat zijn wonden genezen en Hikuc werd opgehangen door Franse jagers. Hij infiltreert hun kamp en ziet de leider Powaqa verkrachten. Hij bevrijdt haar, doodt verschillende jagers en steelt het paard van Hikuc, terwijl Powaqa haar verkrachter castreert met zijn eigen mes. De volgende ochtend wordt Glass in een hinderlaag gelokt door de Arikara en stort hij met zijn paard van een klif. Hij overleeft de stormachtige nacht door het paard van de ingewanden te ontdoen en te schuilen in het karkas.
Een bange Franse overlevende strompelt Fort Kiowa binnen en Bridger herkent zijn veldfles als die van Glass vanwege het spiraalvormige symbool. Kapitein Henry denkt dat het is gestolen en organiseert een zoektocht. Fitzgerald, die beseft dat Glass nog leeft, rooft de kluis van de buitenpost leeg en vlucht. Tijdens de zoektocht wordt de uitgeputte Glass gevonden. Woedend beveelt kapitein Henry de arrestatie van Bridger, maar Glass staat in voor Bridger door te zeggen dat hij niet aanwezig was toen Fitzgerald Hawk vermoordde en hij later werd bedrogen  en bedreigd door de hoger geplaatste Fitzgerald. Glass en kapitein Henry gaan achter Fitzgerald aan.
Nadat de twee uit elkaar zijn gegaan, valt Fitzgerald kapitein Henry aan in een hinderlaag, doodt en scalpeert hem. Glass zet kapitein Henry's lijk op zijn paard en gebruikt hem zo als lokaas. Hij weet Fitzgerald in de arm te schieten. Hij achtervolgt Fitzgerald naar een rivieroever waar ze een bruut gevecht aangaan. Glass staat op het punt Fitzgerald te vermoorden, maar hij ziet stroomafwaarts een groep Arikara. Hij herinnert zich de woorden van Hikuc en duwt Fitzgerald stroomafwaarts in de handen van de Arikara. Elk Dog doodt en scalpeert Fitzgerald en de Arikara, die Powaqa hebben teruggevonden, sparen Glass. Bijna dood trekt Glass zich terug in de bergen, waar hij wordt bezocht door de geest van zijn vrouw en zijn ademhaling wordt gehoord tijdens de aftiteling.

## Rolverdeling
| Acteur            | Personage             |
| ----------------- | --------------------- |
| Leonardo DiCaprio | Hugh Glass            |
| Tom Hardy         | John Fitzgerald       |
| Domhnall Gleeson  | Andrew Henry          |
| Will Poulter      | Jim Bridger           |
| Forrest Goodluck  | Hawk                  |
| Paul Anderson     | Anderson              |
| Kristoffer Joner  | Murphy                |
| Duane Howard      | Elk Dog               |
| Melaw Nakehk'o    | Powaqa                |
| Arthur Redcloud   | Hikuc                 |
| Lukas Haas        | Jones                 |
| Brendan Fletcher  | Fryman                |
| Tom Guiry         | Billy Brother Trapper |
| Grace Dove        | Vrouw van Glass       |
| Brad Carter       | Johnnie               |

## Achtergrond
De première vond plaats op 16 december 2015 in het TCL Chinese Theatre in Hollywood. De film werd viermaal genomineerd voor een Golden Globe, waarvan de film daadwerkelijk 3 prijzen won in de categorie: beste dramafilm, beste acteur (Leonardo DiCaprio) en beste regisseur (Alejandro González Iñárritu). De film werd twaalfmaal genomineerd voor een Oscar en won er drie (regie, acteur en camerawerk).

## Prijzen en nominaties
De belangrijkste:
| jaar | prijs              | categorie                     | genomineerde(n)                                                 | uitslag     |
| ---- | ------------------ | ----------------------------- | --------------------------------------------------------------- | ----------- |
| 2016 | Golden Globe Award | Beste dramafilm               | Beste dramafilm                                                 | Gewonnen    |
| 2016 | Golden Globe Award | Beste acteur in een dramafilm | Leonardo DiCaprio                                               | Gewonnen    |
| 2016 | Golden Globe Award | Beste regisseur               | Alejandro González Iñárritu                                     | Gewonnen    |
| 2016 | Golden Globe Award | Beste filmmuziek              | Ryuichi Sakamoto en Alva Noto                                   | Genomineerd |
| 2016 | BAFTA Award        | Beste film                    | Beste film                                                      | Gewonnen    |
| 2016 | BAFTA Award        | Beste regisseur               | Alejandro González Iñárritu                                     | Gewonnen    |
| 2016 | BAFTA Award        | Beste acteur                  | Leonardo DiCaprio                                               | Gewonnen    |
| 2016 | BAFTA Award        | Beste geluid                  | Jon Taylor, Frank A. Montaño, Randy Thom en Chris Duesterdiek   | Gewonnen    |
| 2016 | BAFTA Award        | Beste cinematografie          | Emmanuel Lubezki                                                | Gewonnen    |
| 2016 | BAFTA Award        | Beste grime en haarstijl      | Siân Grigg, Duncan Jarman en Robert Pandini                     | Genomineerd |
| 2016 | BAFTA Award        | Beste montage                 | Stephen Mirrione                                                | Genomineerd |
| 2016 | BAFTA Award        | Beste filmmuziek              | Carsten Nicolai en Ryuichi Sakamoto                             | Genomineerd |
| 2016 | Academy Award      | Beste film                    | Beste film                                                      | Genomineerd |
| 2016 | Academy Award      | Beste regisseur               | Alejandro González Iñárritu                                     | Gewonnen    |
| 2016 | Academy Award      | Beste acteur                  | Leonardo DiCaprio                                               | Gewonnen    |
| 2016 | Academy Award      | Beste mannelijke bijrol       | Tom Hardy                                                       | Genomineerd |
| 2016 | Academy Award      | Beste geluidseffecten         | Martin Hernández en Lon Bender                                  | Genomineerd |
| 2016 | Academy Award      | Beste geluid                  | Jon Taylor, Frank A. Montaño, Randy Thom en Chris Duesterdiek   | Genomineerd |
| 2016 | Academy Award      | Beste productieontwerp        | Jack Fisk en Hamish Purdy                                       | Genomineerd |
| 2016 | Academy Award      | Beste camerawerk              | Emmanuel Lubezki                                                | Gewonnen    |
| 2016 | Academy Award      | Beste grime en haarstijl      | Siân Grigg, Duncan Jarman en Robert Pandini                     | Genomineerd |
| 2016 | Academy Award      | Beste kostuums                | Jacqueline West                                                 | Genomineerd |
| 2016 | Academy Award      | Beste montage                 | Stephen Mirrione                                                | Genomineerd |
| 2016 | Academy Award      | Beste visuele effecten        | Richard McBride, Matt Shumway, Jason Smith en Cameron Waldbauer | Genomineerd |
| 2017 | Deense Robert      | Beste Amerikaanse Film        |                                                                 | Gewonnen    |